# マリー＝クレール・レストゥー
マリー＝クレール・レストゥー（Marie-Claire Restoux 、 1968年4月9日 - ）は、フランスラ・ロシュフコー (シャラント県)出身の女子柔道家。現役時代は52kg級の選手。

## 人物
世界レベルで本格的に活躍するのは20代後半になってからの遅咲きの選手であったが、オリンピックを含め世界大会3連覇を果たす一方でヨーロッパ選手権での優勝はない。1997年の地元パリで
開催された世界選手権決勝ではラスト30秒でケー・スンヒに逆転勝ちして優勝を果たすも、その際にNHKの実況が美人選手ですねと思わず口走ったりもした。

## 主な実績
- 1991年 - イギリス国際　3位
- 1993年 - フランス国際　5位
- 1993年 - ドイツ国際　優勝
- 1994年 - ドイツ国際　3位
- 1994年 - フランス語圏競技大会　3位
- 1994年 - 世界学生　優勝
- 1995年 - ポーランド国際　優勝
- 1995年 - 世界選手権　優勝
- 1996年 - ドイツ国際　5位
- 1996年 - ポーランド国際　3位
- 1996年 - ヨーロッパ選手権　3位
- 1996年 - アトランタオリンピック　優勝
- 1996年 - 福岡国際　3位
- 1997年 - ワールドカップ国別団体戦　2位
- 1997年 - ヨーロッパ選手権　3位
- 1997年 - 地中海競技大会　優勝
- 1997年 - 世界選手権　優勝
- 1998年 - フランス国際　3位
- 1998年 - ヨーロッパ選手権　3位
- 1998年 - ワールドカップ国別団体戦　2位
- 1999年 - オランダ国際　3位
- 1999年 - ヨーロッパ選手権　5位
- 1999年 - 世界選手権　3位
- 2000年 - ポーランド国際　3位
- 2000年 - オランダ国際　3位